# Xã Independence, Quận Doniphan, Kansas
Xã Independence (tiếng Anh: Independence Township) là một xã thuộc quận Doniphan, tiểu bang Kansas, Hoa Kỳ. Năm 2010, dân số của xã này là 289 người.